# Хејз (Тексас)
Хејз (енгл. Hays) град је у америчкој савезној држави Тексас. По попису становништва из 2010. у њему је живело 217 становника.

## Демографија
Према попису становништва из 2010. у граду је живело 217 становника, што је 16 (6,9%) становника мање него 2000. године.
| Група             | 2000.       | 2010.       |
| Белци             | 209 (89,7%) | 177 (81,6%) |
| Афроамериканци    | 4 (1,7%)    | 3 (1,4%)    |
| Азијати           | 1 (0,4%)    | 1 (0,5%)    |
| Хиспаноамериканци | 19 (8,2%)   | 32 (14,7%)  |
| Укупно            | 233         | 217         |